# Octobre 1876

## Événements
- 17 octobre : le Japon annexe l'archipel d'Ogasawara (sous-préfecture d'Ogasawara) à la suite d’un accord avec la Grande-Bretagne et les États-Unis.

- 21 octobre, France : début du forage à Sangatte d'un tunnel sous la Manche.

## Naissances
- 6 octobre : Ernest Lapointe, homme politique canadien.
- 17 octobre : Hippolyte Aucouturier, coureur cycliste français († 22 avril 1944).
- 24 octobre : Saya San, moine bouddhiste birman, chef d'une révolte paysanne en 1930-1931 (pendu le 28 novembre 1931).

## Décès
- 6 octobre : John Young, gouverneur général du Canada.